# Transamerica-pyramiden

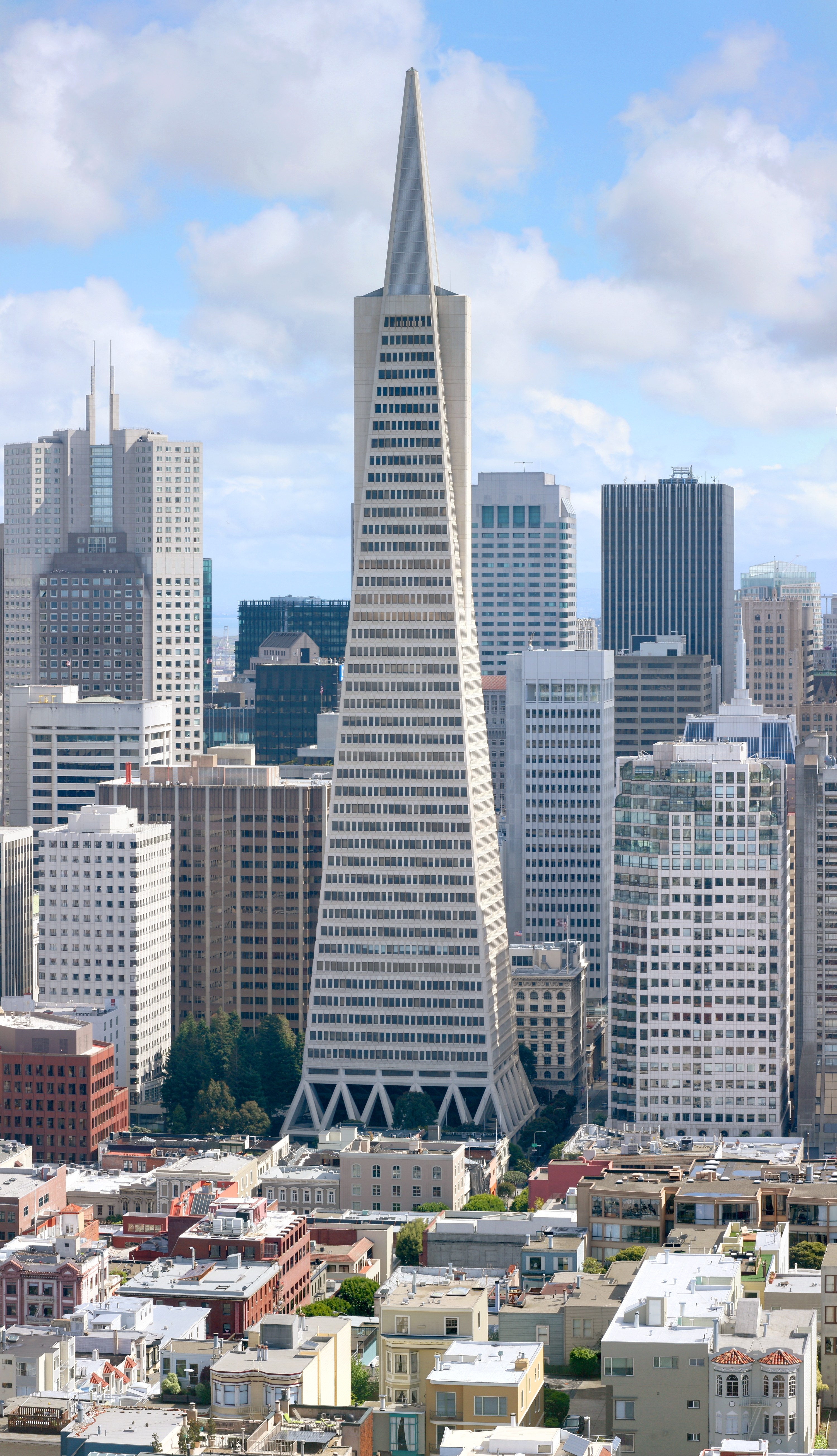
Transamerica Pyramid.

Transamerica-pyramiden är ett välkänt kontorshus i San Francisco i Kalifornien i USA. Huset invigdes 1972 som högkvarter för Transamerica Corporation och är 260 m högt, vilket gör det till USA:s 32:a högsta byggnad. Det var länge västra USA:s högsta hus, men har nu passerats av bland annat Salesforce Tower. Pyramiden utformades av William Pereira & Associates, och rymmer 1500 kontorsarbetare. De 3678 fönstren tar fönsterputsarna en månad att rengöra.